# Ophiorrhiziphyllon diandrum
Ophiorrhiziphyllon diandrum är en akantusväxtart som först beskrevs av E.Hossain, och fick sitt nu gällande namn av H.J.Xin, D.V.Hai och Y.F.Deng. Ophiorrhiziphyllon diandrum ingår i släktet Ophiorrhiziphyllon och familjen akantusväxter. Inga underarter finns listade i Catalogue of Life.